# Lapão (Bahia)
Lapão es un municipio brasilero del estado de la Bahia. Su población en 2022 era de 25 736 habitantes. También conocida como capital de la zanahoria por ser el mayor productor del Brasil.[cita requerida]

## Instalación del municipio
El día 1 de enero de 1986, la Dra. Zaudith Silva Santos, de acuerdo con la Ley n.º 4.445, del 9 de mayo de 1985, publicado en el Diário Oficial del 10 de mayo de 1985, declaró instalado el municipio de Lapão, separadolo de Irecê. El evento contó también con la presencia del prefecto, concejales y autoridades locales.

## Turismo
En Lapão es comemorado el mayor Carnaval del interior de Bahia que todos los años reube miles de personas. También cuenta con el parque de la ciudad con senderos entre la caatinga.

## Salud
Lapão posee apenas un establecimiento de internación: el Hospital Municipal Luíz Eduardo Magalhães que posee 41 (cuarenta y un) camas y un centro quirúrgico.

## Educación
La educación de Lapão es bastante razonable para un municipio de su tipo, cuenta con tres colégios estatales del enseñanza media en la sede y en el interior del municipio, y varias escuelas de educación fundamental. Cuenta también con dos universidades la Uneb2000 con formación para professores y la FTC (ead). 

## Distritos
Lapão posee tres distritos siendo ellos Aguada Nueva , Bello Campo y Tanquinho: